# Championnat du Kenya de football 2024-2025
Navigation
Saison précédente Saison suivante
La saison 2024-2025 du Championnat du Kenya de football est la soixante-et-unième édition de la première division au Kenya, organisée sous forme de poule unique, la Premier League, où toutes les équipes se rencontrent deux fois au cours de la saison. En fin de saison, les deux derniers du classement sont relégués et remplacés par les deux meilleurs clubs de National Super League, la deuxième division kényane.
Le club de Gor Mahia est le tenant du titre.

## Déroulement de la saison
Le tenant du titre, Gor Mahia, et vainqueur record avec 21 titres est battu par Kenya Police qui remporte son premier titre de champion du Kenya, le club représentera le pays à la Ligue des champions de la CAF 2025-2026, tandis que le vainqueur de la Coupe du Kenya et champion de la deuxième division, Nairobi United, jouera la Coupe de la confédération 2025-2026.

## Les clubs participants
- AFC Leopards
- Sofapaka FC
- Ulinzi Stars FC
- Tusker FC
- Gor Mahia
- Nairobi City Stars
- Kakamega Homeboyz
- Bandari FC
- Posta Rangers FC
- Bidco
- Kenya Commercial Bank
- Kariobangi Sharks
- FC Talanta
- Kenya Police
- Muranga SEA
- Shabana FC
- Mara Sugar- promu de D2
- Mathare United - promu de D2

## Compétition
Le barème de points servant à établir le classement se décompose ainsi :
- Victoire : 3 points
- Match nul : 1 point
- Défaite : 0 point

### Classement
| Rang | Équipe                | Pts | J  | G  | N  | P  | Bp | Bc | Diff |
| ---- | --------------------- | --- | -- | -- | -- | -- | -- | -- | ---- |
| 1    | Kenya Police          | 65  | 34 | 18 | 11 | 5  | 38 | 17 | +21  |
| 2    | Gor Mahia T           | 59  | 34 | 16 | 11 | 7  | 47 | 24 | +23  |
| 3    | Kakamega Homeboyz     | 58  | 34 | 15 | 13 | 6  | 39 | 27 | +12  |
| 4    | Tusker FC             | 57  | 34 | 15 | 12 | 7  | 41 | 36 | +5   |
| 5    | Shabana FC            | 53  | 34 | 14 | 11 | 9  | 41 | 29 | +12  |
| 6    | AFC Leopards          | 51  | 34 | 12 | 15 | 7  | 41 | 28 | +13  |
| 7    | Sofapaka FC           | 46  | 34 | 11 | 13 | 10 | 37 | 28 | +9   |
| 8    | Bandari FC            | 44  | 34 | 10 | 14 | 10 | 26 | 30 | -4   |
| 9    | Kenya Commercial Bank | 45  | 34 | 10 | 12 | 12 | 36 | 35 | +1   |
| 10   | Mathare United P      | 45  | 34 | 10 | 12 | 12 | 26 | 40 | -14  |
| 11   | Kariobangi Sharks     | 40  | 34 | 8  | 16 | 10 | 29 | 29 | 0    |
| 12   | Ulinzi Stars          | 38  | 34 | 8  | 14 | 12 | 29 | 33 | -4   |
| 13   | Muranga SEA           | 37  | 34 | 9  | 10 | 15 | 25 | 40 | -15  |
| 14   | Mara Sugar P          | 36  | 34 | 8  | 12 | 14 | 34 | 41 | -7   |
| 15   | Bidco United          | 35  | 34 | 7  | 14 | 13 | 21 | 32 | -11  |
| 16   | Posta Rangers FC      | 35  | 34 | 8  | 11 | 15 | 36 | 49 | -13  |
| 17   | FC Talanta            | 35  | 34 | 9  | 8  | 17 | 33 | 46 | -13  |
| 18   | Nairobi City Stars    | 35  | 34 | 8  | 11 | 15 | 26 | 41 | -15  |

|  | Qualification pour la Ligue des champions de la CAF 2025-2026                             |
|  | Qualification pour la Coupe de la confédération 2025-2026                                 |
|  | Relégation en National Super League                                                       |
|  | Qualifié pour les barrages de relégation                                                  |
|  | T : Tenant du titre C : Vainqueur de la Coupe du Kenya P : Promu de National Super League |

- Nairobi United, champion de deuxième division gagne également la Coupe du Kenya et se qualifie pour la Coupe de la confédération 2025-2026.

- Posta Rangers FC remporte le premier match contre le troisième de deuxième division, Naivas, 2 à 0. Lors du deuxième match Naivas gagne 1 à 0, ce qui assure le maintien de Posta Rangers en Premier League[3].

## Bilan de la saison
| Championnat du Kenya de football 2024-2025 |                          |
| Champion                                   | Kenya Police (1er titre) |
| Coupes et trophées                         |                          |
| Vainqueur de la Coupe du Kenya 2024-2025   | Nairobi United           |
| Qualifications continentales               |                          |
| Ligue des champions de la CAF 2025-2026    | Kenya Police             |
| Coupe de la confédération 2025-2026        | Nairobi United           |
| Promotions et relégations                  |                          |
| Promus en Premier League                   | Nairobi United           |
| Promus en Premier League                   | APS Bomet FC             |
| Relégués en National Super League          | FC Talanta               |
| Relégués en National Super League          | Nairobi City Stars       |